# 28e parallèle sud
Pour les articles homonymes, voir 28e parallèle.

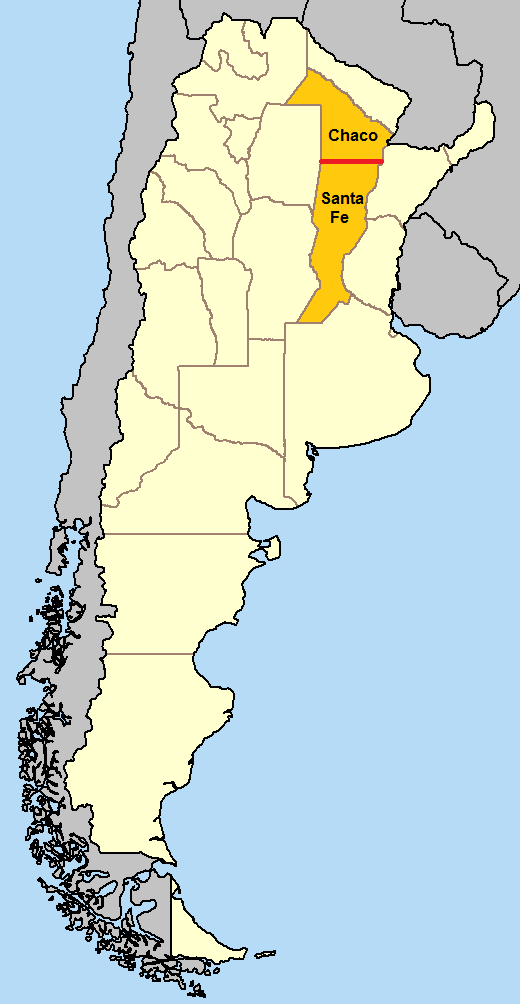
Passage du 28e parallèle Sud en Argentine, servant de frontière entre les provinces de Chaco et Santa Fe, en rouge

En géographie, le 28e parallèle sud est le parallèle joignant les points de la surface de la Terre dont la latitude est égale à 28° sud

## Géographie

### Dimensions
Dans le système géodésique WGS 84, au niveau de 28° de latitude sud, un degré de longitude équivaut à 98,361 km ; la longueur totale du parallèle est donc de 35 410 km, soit environ 88 % de celle de l'équateur. Il en est distant de 3 098 km et du pôle Sud de 6 904 km,.

### Régions traversées
Le 28e parallèle sud passe au-dessus des océans sur environ 78 % de sa longueur. Du point de vue des terres émergées, il traverse la Namibie, l'Afrique du Sud, l'Australie, le Chili, l'Argentine et le Brésil.
Le tableau ci-dessous résume les différentes zones traversées par le parallèle, d'ouest en est :
| Zone             | Début                 | Fin                   | Longueur (km) |
| ---------------- | --------------------- | --------------------- | ------------- |
| Océan Atlantique | 28° 00′ S, 48° 38′ O  | 28° 00′ S, 15° 44′ E  | 6 331         |
| Afrique          | 28° 00′ S, 15° 44′ E  | 28° 00′ S, 32° 35′ E  | 1 657         |
| Océan Indien     | 28° 00′ S, 32° 35′ E  | 28° 00′ S, 114° 09′ E | 8 023         |
| Australie        | 28° 00′ S, 114° 09′ E | 28° 00′ S, 153° 26′ E | 3 864         |
| Océan Pacifique  | 28° 00′ S, 153° 26′ E | 28° 00′ S, 71° 09′ O  | 13 320        |
| Amérique du Sud  | 28° 00′ S, 71° 09′ O  | 28° 00′ S, 48° 38′ O  | 2 215         |

## Frontière
En Argentine, le parallèle sert de frontière entre les provinces du Chaco (au nord) et de Santa Fe (au sud).